# Liebfrauenschule Cloppenburg
Die Liebfrauenschule Cloppenburg (ULF Cloppenburg) ist ein staatlich anerkanntes Gymnasium in Cloppenburg (Niedersachsen), das sich in Trägerschaft der Schulstiftung St. Benedikt des Bischöflich Münsterschen Offizialats in Vechta befindet.

## Schulgeschichte
Die Schule wurde 1878 mit demselben Namen wie heute auf Anregung des römisch-katholischen Kaplans Carl Ludwig Niemann gegründet. Die Schule hatte zu diesem Zeitpunkt ihren Standort in einem Cloppenburger Bürgerhaus, dem „Botheschen Anwesen“ in der Stadtmitte von Cloppenburg.
1881 erfolgte die Verlegung der Oberklasse des privaten Lehrerinnenseminars der Schwestern Unserer Lieben Frau von Vechta nach Cloppenburg.
Im Laufe der Geschichte entwickelte sich die Einrichtung allmählich von einer ursprünglich Höheren Töchterschule in ein allgemeinbildendes Gymnasium.
Entsprechend der stetig zunehmenden Anzahl von Schülerinnen erfolgten im Laufe der Jahre beträchtliche Erweiterungen der Schulgebäude.
Im Zeitraum 1992 bis 1994 gab die Schwesternschaft U. L. Frau aus Gründen des Nachwuchsmangels die Leitung des Gymnasiums und der Realschule der Liebfrauenschule in die Hände eines neuen Trägers, der Stiftung St. Benedikt des Bischöflich Münsterschen Offizialats in Vechta.

## Schulpartnerschaften
Jährlich erfolgt ein Schüleraustausch mit dem Institut de l’Immaculée in Evreux (Frankreich). Zudem besteht ein langjähriger Schüleraustausch zwischen der Liebfrauenschule und dem Gymnázium Dvůr Králové nad Labem (Tschechien). Seit mehreren Jahren nimmt die Schule auch am Comenius-Programm teil. Partnerschulen sind hier: das Ciszterci Szent István Gimnázium in Székesfehérvár, Ungarn, das Salezijanska klasicna gimnazija in Rijeka, Kroatien, das Colegio Sagrado Corazón de Jesús in Trujillo, Spanien.

## Besonderheiten

### Unterrichtsangebot
- außer Englisch, Französisch und Latein auch Spanisch als Fremdsprachen
- verbindlicher Informatikunterricht in den Klassen 5 und 6
- ein dreistündiges Wahlpflichtangebot in den Klassenstufen 8 bis 9 für die Schülerinnen, die wieder nach 9 Schuljahren ihr Abitur ablegen
- differenziertes Sport-Angebot in der Oberstufe

### Außerhalb des Unterrichts
- breites Angebot an Arbeitsgemeinschaften mit einem besonderen Schwerpunkt im Bereich Theater/Musik
- schulinterne Wettbewerbe

### Für Mädchen
- Selbstverteidigungstraining (im Sportunterricht der Mittelstufe integriert)

## Römisch-Katholische Angebote
- Tage religiöser Orientierung in der Mittelstufe und in der Oberstufe
- regelmäßige Klassen- und Schulgottesdienste

## Bekannte ehemalige Schüler
- Agnes Wurmbach (1940–2016), Historikerin (Abitur: 1959)
- Christine Kröger (* 1968), Journalistin (Abitur: 1987)
- Lena Gercke (* 1988), Model und Fernsehmoderatorin (Abitur: 2007)
- Sam Dylan (* 1985), Reality-TV-Darsteller

## Belege
1. ↑  Schulleitung. In: www.ulf-clp.de. Abgerufen am 28. April 2020.
2. ↑  Chronologische Übersicht. In: www.ulf-clp.de. Abgerufen am 28. April 2020.
3. ↑  Ulf Cloppenburg: Schüleraustausch. In: www.ulf-clp.de. Abgerufen am 28. April 2020.